# Hoher Weißzint
Hoher Weißzint (wł. Punta Bianca) – szczyt w Alpach Zillertalskich, w Alpach Wschodnich. Leży na granicy między Austrią (Tyrol), a Włochami (Trydent-Górna Adyga). Sąsiaduje bezpośrednio z Hochfeilerem na zachodzie i z Breitnock na wschodzie. Niederer Weißzint (3271 m) leży na południowy zachód od Hoher Weißzint. Normalna droga prowadzi od południa przez schronisko Edelrauthütte (wł. Rifugio Ponte di Ghiaccio, 2545 m). Szczyt można też osiągnąć ze schroniska Hochfeilerhütte (2710 m).
Pierwszego wejścia, 8 sierpnia 1871 r., dokonał Erich Künigl.